# غوستافو فارغاس لوبيز
غوستافو فارغاس لوبيز (بالإسبانية: Gustavo Vargas)‏ (24 يناير 1955 في المكسيك - ) هو لاعب كرة قدم مكسيكي في مركز الدفاع. لعب مع أتلانتي إف سي وتايجرز أونال وكروز آزول ونادي أونيفرسيداد ناسيونال.

## وصلات خارجية
- غوستافو فارغاس لوبيز على موقع قاعدة بيانات كرة القدم.إي يو (الإنجليزية)
- غوستافو فارغاس لوبيز على موقع ناشيونال فوتبول تيمز (الإنجليزية)